# مسجد اليمامة
مسجد اليمامة، مسجد أثري كبير، اكتشف في موقع اليمامة بمحافظة الخرج، يعتقد بأنه بمثل أكبر مساجد الجزيرة العربية أبان صدر الإسلام والعصرين الأموي والعباسي، حتى عُد أنه ثالث أكبر مسجد بعد الحرمين الشريفين خلال العصر الأموي. ولا يضاهي مساحته إلا مسجد الأميرة هبة بنت عبد الله العيوني بالأحساء.

## الوصف
يتميز المسجد بوجود أعمدة دائرية ضخمة تحمل سقفه، ويزيد قطرها على المترين، وكان له ثلاثة أروقة مسقوفة ربما على أقواس، كما ان له محرابا واضحا، ويبدو صحنه المكشوف ضخماً، ويظهر خلف الصحن جزء آخر تكونه وحدات معمارية، كما يظهر ركام طيني في الركن الشمالي الشرقي للمبنى ربما انه أطلال المئذنة، ويجاور المسجد الأحياء السكنية.